# Trimegestone
Trimegestone, được bán dưới tên thương hiệu Ondeva và Totelle cùng với những loại khác, là một loại thuốc progestin được sử dụng trong liệu pháp hormone mãn kinh và trong phòng ngừa loãng xương sau mãn kinh. Nó cũng đã được phát triển để sử dụng trong thuốc tránh thai để tránh thai, nhưng cuối cùng không được bán trên thị trường cho mục đích này. Thuốc có sẵn một mình hoặc kết hợp với estrogen. Nó được dùng bằng đường uống.
Tác dụng phụ của trimegstone bao gồm đau đầu, đau vú, hồi hộp, đau bụng, đầy hơi, chuột rút cơ bắp, buồn nôn, trầm cảm và chảy máu âm đạo trong số những người khác. Trimegestone là một progestin, hoặc một tổng hợp progestogen, và do đó là một chất chủ vận của thụ thể progesterone, các đích sinh học của progestogen như progesterone. Nó có tính kháng androgen yếu và kháng mineralocorticoid hoạt động và không quan trọng khác hormon hoạt động.
Trimegestone được mô tả lần đầu tiên vào năm 1979 và được giới thiệu cho sử dụng y tế vào năm 2001. Đôi khi nó được mô tả như một proestin "thế hệ thứ tư". Thuốc được bán trên khắp châu Âu và châu Mỹ Latinh. Nó không có sẵn ở Hoa Kỳ hoặc Canada.

## Sử dụng trong y tế
Trimegestone được sử dụng trong liệu pháp hormone mãn kinh trong điều trị các triệu chứng mãn kinh như bốc hỏa và teo âm đạo và trong phòng ngừa loãng xương sau mãn kinh.

### Các hình thức có sẵn
Trimegestone có sẵn cả đơn độc (như Ondeva) và kết hợp với estradiol (như Ginotex, Lovelle, Minique, Totelle), cả hai đều được phê duyệt để điều trị các triệu chứng mãn kinh và phòng ngừa loãng xương sau mãn kinh. Các chế phẩm của trimegestone là viên uống và chứa 0,1 đến 0,5 mg thuốc.

## Tác dụng phụ
Các tác dụng phụ phổ biến nhất của riêng trimegstone ở liều 0,25 đến 0,5   mg/ngày bao gồm đau vú (40,7-43,0%), đau bụng (13,9-16,7%), đau đầu (16,0-19,4%), căng thẳng (12,7-16,0%), đầy hơi (10,3-16,0%), chuột rút cơ bắp (12,3 Cấm13,9%), buồn nôn (4,8 bóng12,3%) và trầm cảm (3,0 trừ3,1%). Các tác dụng phụ phổ biến nhất của sự kết hợp của 1   mg/ngày estradiol và 0,125   mg/ngày trimegstone bao gồm đau đầu (26,4%), đau vú (15, 20%), đau bụng (18%) và chảy máu âm đạo (9 ném18%), và bệnh metrorrhagia (18,8%).

## Dược lý

### Dược lực học
Trimegestone là một progestogen, hoặc một chất chủ vận của thụ thể progesterone (PR). Nó có ái lực rất cao đối với PR, khoảng 588 đến 660% so với progesterone. Con số này lớn hơn hầu hết tất cả các progestin khác được sử dụng rộng rãi, ngoại trừ cử chỉ dẫn xuất 19-nortestosterone (có khoảng 864% ái lực của progesterone). Theo ái lực rất cao đối với PR, trimegestone được mô tả là một proestogen rất mạnh, cho thấy hiệu quả lâm sàng đáng kể trong điều trị lạc nội mạc tử cung với liều chỉ 0,1   mg/ngày, và là progestin mạnh nhất trong nhóm 19-norprogesterone. Giống như các proestogen khác, trimegestone có tác dụng chống estrogen chức năng ở một số mô như nội mạc tử cung và có tác dụng kháng gonadotropic. Liều chuyển đổi nội mạc tử cung của trimegstone là 0,25 đến 0,5   mg/ngày và liều rụng trứng của nó là 0,5   mg/ngày.
Ngoài ái lực với PR, trimegestone còn có ái lực trung bình đối với thụ thể mineralocorticoid (42 cạn120% so với aldosterone), ái lực yếu đến rất yếu đối với thụ thể glucocorticoid và androgen (9% 13% của dexamethasone và 1-2,4% so với testosterone) và không có ái lực với thụ thể estrogen (ít hơn 0,02% so với estradiol). Theo, nó có tính kháng mineralocorticoid yếu, tính kháng androgen rất yếu, và không có hoạt động androgen, estrogen, glucocorticoid, antiglucocorticoid, hoặc mineralocorticoid. Như vậy, nó là một progestogen chọn lọc và chủ yếu là tinh khiết. Không giống như progesterone, trimegestone không chuyển hóa thành neurosteroid và do đó không ảnh hưởng đến tín hiệu thụ thể GABA A hoặc tạo ra tác dụng phụ an thần.

### Dược động học
Sinh khả dụng đường uống của trimegestone là khoảng 100%. Sau một liều uống trimegestone, nồng độ đỉnh trong huyết thanh xảy ra trong vòng 0,5   giờ và là 12-15   ng/mL (35-44   nmol/L) cho 0,5   liều mg và 25   ng/mL (73   nmol/L) cho liều 1 liều mg. Mức lưu hành của trimegstone tăng tỷ lệ thuận với liều lượng 0,25 đến 1   mg/ngày. Mức độ ổn định của trimegstone đạt được trong vòng 3  ngày sử dụng hàng ngày. Liên kết protein huyết tương của trimegestone là 98%; nó liên kết với albumin. Trimegestone được chuyển hóa chủ yếu thông qua quá trình hydroxyl hóa. Các chất chuyển hóa hydroxy 1β- và 6β của trimegstone là proestogen có tiềm năng đáng kể tương tự và cho thấy ít hoặc không có ái lực với các thụ thể hoóc môn steroid khác. Thời gian bán hủy của trimegstone là từ 12 đến 20   giờ, với trung bình khoảng 13,8 đến 15,6   giờ 

## Hóa học
Trimegestone, còn được gọi là 21 (S) -hydroxy-17α, 21-dimethyl- 9 -19-norprogesterone hoặc là 21 (S) -hydroxy-17α, 21-dimethyl-19-norpregna-4,9-dien-3, 20-dione, là một steroid norpregnane tổng hợp và là một dẫn xuất của progesterone. Nó đặc biệt là một dẫn xuất kết hợp của 17α-methylprogesterone và 19-norprogesterone, hoặc 17α-methyl-19-norprogesterone. Các dẫn xuất liên quan của 17α-methyl-19-norprogesterone bao gồm demegstone và promegestone.

## Lịch sử
Trimegestone được mô tả lần đầu tiên vào năm 1979 và được giới thiệu cho sử dụng y tế vào năm 2001. Nó được phát hiện là một chất chuyển hóa hoạt động của promegestone. Thuốc có nguồn gốc từ Sanofi-Aventis ở Pháp, nơi promegestone được phát triển, và lần đầu tiên được đưa ra thị trường bởi Wyeth ở Thụy Điển.

## Xã hội và văn hoá

### Tên gốc
Trimegestone là tên gốc của thuốc và INN, USAN và BAN, trong khi trimégestone là DCF của nó. Nó cũng được biết đến với tên mã phát triển RU-27987.

### Tên thương hiệu
Trimegestone dưới tên thương hiệu Ginotex, Lovelle, Lovelle Ciclico, Lovelle Continuo, Minique, Ondeva, Totelle, Totelle Ciclico, Totelle Ciclo, Totelle Continuo, Totelle Cyclo, Totelle Cyclo, Totelle Cyclo, Totelle Cyclo  Ngoại trừ Ondeva, được pha chế một mình, tất cả các sản phẩm này được điều chế kết hợp với estradiol.

### Tính khả dụng
Trimegestone đang hoặc đã được bán ở châu Âu và châu Mỹ Latinh, bao gồm ở Argentina, Áo, Bỉ, Brazil, Chile, Đan Mạch, Phần Lan, Pháp, Ý, Litva, México, Na Uy, Thụy Điển và Venezuela. Nó không có sẵn ở bất kỳ quốc gia chủ yếu nói tiếng Anh, bao gồm Hoa Kỳ, Canada, Vương quốc Anh, Ireland, Úc, New Zealand hoặc Nam Phi.

## Nghiên cứu
Sự kết hợp bằng miệng của trimegestone và ethinylestradiol đang được Wyeth ở Hoa Kỳ phát triển như một loại thuốc tránh thai để tránh thai và sự kết hợp bằng miệng của trimegestone và estrogen liên hợp đã được Wyeth ở Hoa Kỳ phát triển để điều trị hội chứng mãn kinh và ngăn ngừa mãn kinh loãng xương, nhưng sự phát triển của cả hai công thức đã bị ngưng và chúng không bao giờ được bán trên thị trường. Một miếng vá xuyên da với tên mã phát triển PSK-3987 có chứa estradiol và trimegestone đang được ProStrakan phát triển để điều trị hội chứng mãn kinh, nhưng nó cũng không bao giờ hoàn thành sự phát triển và do đó không được bán trên thị trường.